# Beitar Jerusalem FC
El Beitar Jerusalem F.C. (en hebreu: מועדון כדורגל בית"ר ירושלים Mōadōn Kadūregel Beitár Yerushaláyim) és un club de futbol israelià de la ciutat de Jerusalem.

## Història

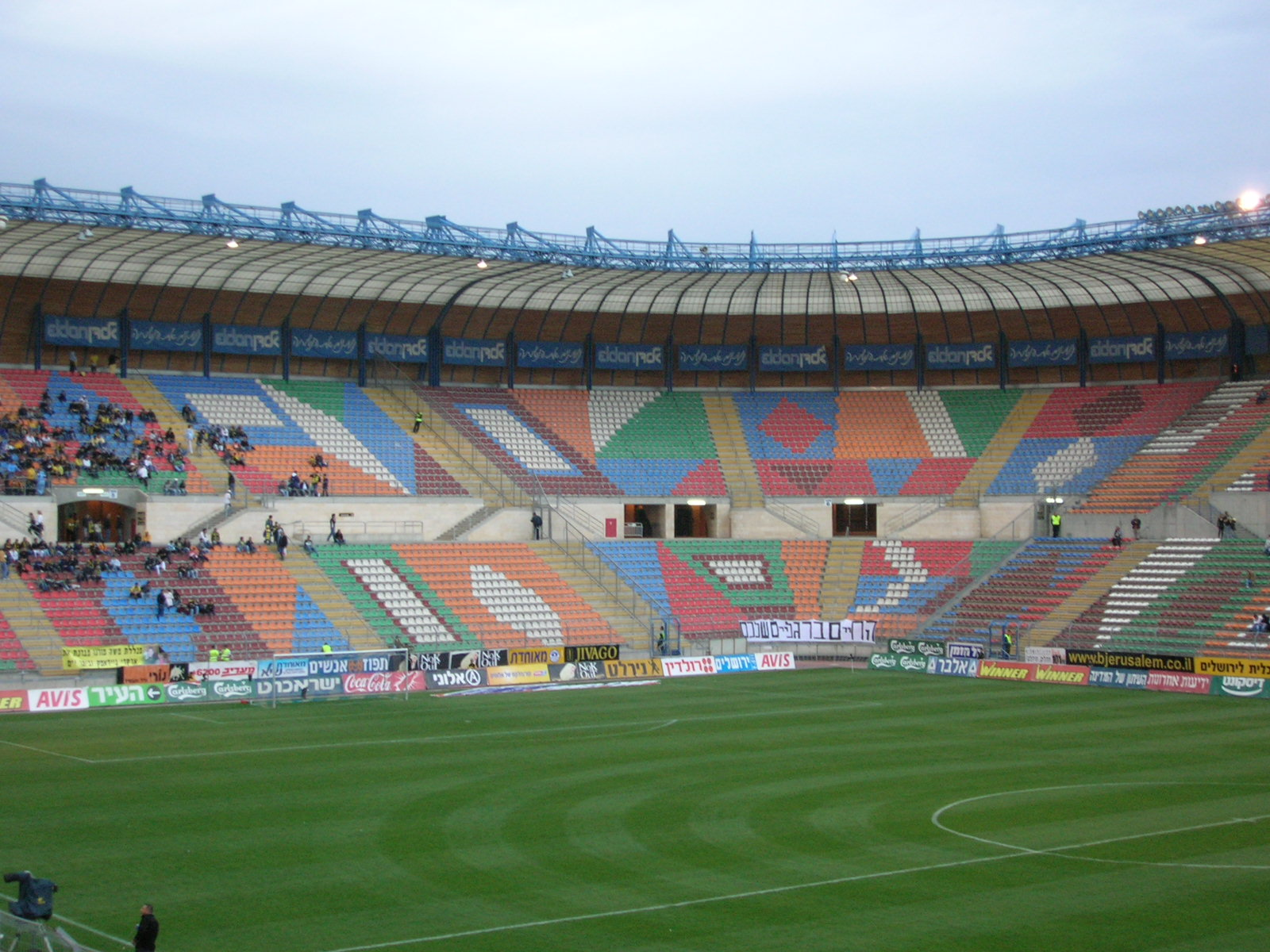
Estadi Teddy

David Horn i Shmuel Kirschstein decidiren fundar el 1936 un club de futbol a la ciutat de Jerusalem. David Horn era el cap local del moviment juvenil sionista Betar del Partit Revisionista (nacionalista liberal). Des d'aleshores, els seguidors del Beitar solen ser identificats amb el partit successor d'aquell moviment, el Likkud. L'associació Betar i el Partit Revisionista entraren en conflicte amb les autoritats britàniques. Als anys 40 molts jugadors del club foren arrestats i exiliats a Eritrea i Kenya. Durant aquests anys, David Horn rebatejà el club amb el nom de Nordia Jerusalem.
Després de la retirada britànica del territori i el naixement de l'estat d'Israel, el Beitar re emprengué les seves activitats començant a jugar a la lliga B. El 1953 assolí el primer ascens a la Primera Divisió. La primera copa la guanyà el 1976, repetint el 1979, preludi dels millors anys del club. Als anys 80, comandats pel davanter Eli Ohana, guanyà una lliga i tres copes. Als noranta assolí tres cops el campionat nacional (1992/93, 1996/97, 1997/98).

## Palmarès
- Lliga israeliana de futbol 6
  - 1986/87, 1992/93, 1996/97, 1997/98, 2006/07, 2007/08
- Copa israeliana de futbol 8
  - 1976, 1979, 1985, 1986, 1989, 2008, 2009, 2023
- Copa Toto 2
  - 1997/98, 2009/10
- Copa de Campions d'Israel 2
  - 1976, 1986
- Copa Lilian 1
  - 1985
- Shalom Cup 1
  - 2000

## Jugadors destacats
Categoria principal: Futbolistes del Beitar Jerusalem FC
| - Uri Malmilian - Eli Ohana - Avi Cohen - Hayerushalmi - Yossi Mizrahi - Itzik Kornfein - Danny Noyman - Itzik Zohar - Ronen Harazi - Avi Nimni - Alon Mizrahi - Yossi Abukasis - Udi Rubowitch - Simon Alfasi | - Shaul Mizrahi - Gal Alberman - Artzi Ben Ya'akov - Ya'akov Schwartz - Hanan Azulay - Haim Azulay - Samuel Reznik - Raul Geller - Eli Miali - Shmuel Levi - David Davidoff - Giovanni Rosso - Jérôme Leroy | - Fabrice Fernandes - David Aganzo - Cristian Gastón Fabbiani - Milovan Mirosevic - Andrzej Kubica - Igor Mitreski - Tamás Sándor - István Pisont - Stefan Shaloi - Serheiy Tartiak - Vladimir Grechnyev - Rômulo |